# Rødgrød
Rødgrød (tiếng Đan Mạch: [ˈʁœðˀˌkʁœðˀ] ⓘ), rote Grütze (tiếng Đức: [ˈʁoːtə ˈɡʁʏtsə] ⓘ) hay rode Grütt (tiếng Low German: [ˈroʊdə ˈɡrʏt] ⓘ) là tên một món ngọt xuất xứ từ Đan Mạch và miền Bắc Đức. Tên món ăn này trong tiếng Đan Mạch có thể gây khó dễ đối với người không quen thuộc với ngôn ngữ này. Từ đầu thế kỷ XX, cụm từ rødgrød med flødeⓘ, "rødgrød với kem", đã trở thành một shibboleth để thử người ngoài.

## Cách chế biến

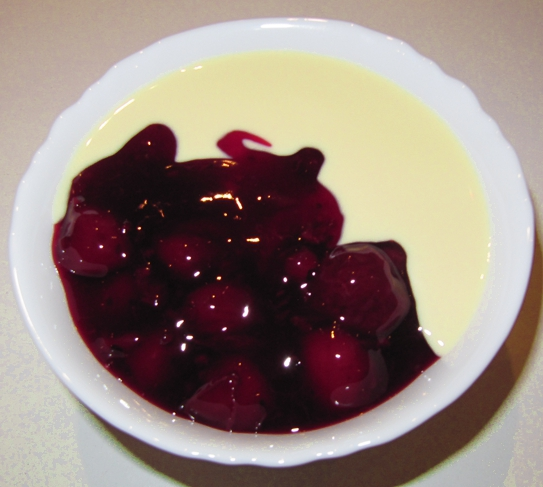
Rote Grütze (″kiểu Hamburg″ với xốt vani)

Rødgrød hay Rote Grütze theo cách chế biến truyền thống dùng groat (hạt đã bóc vỏ của một số loại ngũ cốc). Tên tiếng Đan Mạch, Đức và Hạ Saxon của món này đều có nghĩa là "groat đỏ".
Ngày nay tinh bột khoai tây là nguyên liệu thường dùng để món ăn có độ quánh như kem hay đông đặc như pudding. Semolina hay sago cũng được sử dụng thay thế, tuỳ theo gia đình. Nguyên liệu thiết yếu để tạo độ "đỏ" là quả mọng mùa hè là lý chua đỏ, lý chua đen, mâm xôi đỏ, dâu tây, mâm xôi đen, việt quất hay anh đào đen. Thường chỉ cần lý chua đỏ là đủ để có hương vị thiết yếu; lý chua đen và đường là để tô điểm và gia tăng hương vị cho món ăn. Lượng tinh bột khoai tây, sago, semolina tuỳ vào độ quánh mà người làm mong muốn, thông thường là 20 đến 60 g trên 1 kg hay 1 lít thành phẩm. Sago và groat cần được ngâm trước khi đem chế biến.
Cách chế biến nói chung giống pudding: trái cây được nấu chung với đường rồi để nguội một chút để tinh bột khi cho vào có thể hoà với nước cốt trái cây mà không bị vón cục. Tiếp tục nấu từ 1 đến 2 phút để quá trình gelatin hoá có thể bắt đầu.
Rødgrød hay Rote Grütze có thể được ăn nóng hay lạnh như một món tráng miệng chung với sữa, xốt vani, kem tươi, kem vani hay sữa trứng.